# M/S A Nepita
M/S A Nepita är en snabbfärja som levererades som den sista av fyra isgående systerfartyg Superfast VII-X.

## Fakta[1]
- Byggd 2002 av Howaltswerke Deutsche Werft AG, Kiel, Tyskland. Varvsnummer. 360.
- Dimensioner. 203,30 x 25,42 x 6,60 m. GT/ NT/ TDW. 30285/ 10703/ 5990.
- Maskineri. Fyra Wärtsilä-Sulzer 12ZAV40S dieslar. Effekt. 46000 kW. Knop. 28,9.
- Passagerare. 626. Hyttplatser. 626.
- Bilar. 661.

## Systerfartyg
- M/S Superfast VII
- M/S Superfast VIII
- M/S Atlantic Vision